# Die Bekehrung des Ferdys Pistora (1964)
Die Bekehrung des Ferdys Pistora ist ein österreichischer Fernsehfilm von 1964 und eine Adaption der gleichnamigen Theaterkomödie in drei Akten von František Langer (tschechischer Originaltitel: Obrácení Ferdyše Pištory) von 1929.

## Handlung
Der Gauner Ferdys Pistora bricht gerade in die Villa des Bankiers Rosenstock ein, als darin ein Feuer ausbricht. Ferdys rettet die beiden Kinder des Bankiers aus den Flammen und wird von den Bewohnern der Stadt als Held bejubelt, denn er gibt vor, erst zur Rettung der Kinder ins Haus gegangen zu sein. Sein Vater ist stolz auf ihn, und plötzlich taucht auch Ferdys' Frau Irma wieder auf, von der er getrennt lebt. Die beiden haben sich acht Jahre nicht gesehen und Irma verdient ihr Geld als Betreiberin eines kleinen Bordells in ihrer Dreizimmerwohnung. Die drei sitzen in einer Kneipe und trinken auf Rechnung eines Polizeikommissars, der sich für Ferdys' gute Tat dankbar erweisen will. Dann taucht auch der Bankier Rosenstock auf, der überglücklich seine Kinder in Empfang nimmt und Ferdys eine Belohnung verspricht. Später betreten ein Offizier und Schwester Therese von der Heilsarmee die Kneipe, weil Therese den Helden unbedingt kennenlernen will. Wieder und wieder erzählt Ferdys seine halb erfundene Geschichte von der Rettung der Kinder und lässt sich bewundern. Das gefällt ihm so gut, dass er beschließt, von jetzt an dem Laster abzuschwören und nur noch gute Taten zu vollbringen. Daraufhin erzählt Therese, dass auch sie einst als Tänzerin in verschiedenen Nachtlokalen ein sündhaftes Leben führte, bis sie durch Zufall in ein Treffen der Heilsarmee geriet und auf den Pfad der Tugend geführt wurde.
Später wird Ferdys in seiner Liebe zur Tugend immer radikaler: Seinem Vater will er das Schnapstrinken und Fluchen verbieten, ebenso das Kartenspielen mit einem verarmten russischen Fürsten, der bei ihnen als Untermieter lebt. Seine Frau holt er zu sich zurück und versteckt ihre Schuhe, damit sie die Wohnung nicht verlassen und nicht in ihre Bordellwohnung zurückkehren kann. Dann bekommt er vom Bankier Rosenstock eine Anstellung in dessen Bank. Rosenstock vertraut Ferdys so sehr, dass er sogar größere Geldbeträge zwischen den Filialen der Bank transportieren soll. Ein ehemaliger Komplize versucht ihn zu überreden, das Geld zu veruntreuen, Ferdys weigert sich aber und wirft ihn aus seiner Wohnung.
Schwester Therese besucht Ferdys. Sie steigert sich immer mehr in die Darstellung ihres ehemals sündhaften Lebenswandels hinein, bis sie behauptet, eine Mörderin zu sein: Sie habe ein Kind zur Welt gebracht, getötet und in einem Keller vergraben. Ferdys, der sich immer mehr in Therese verliebt, will ihr helfen, indem er in den Keller geht und das Kind holt, um es woanders zu verstecken. Er findet das Kind aber nicht und vermutet nun, dass die Polizei es bereits gefunden hat. Er sieht nun eine Chance, noch einmal eine gute Tat zu vollbringen und sich als Held zu präsentieren: Er veruntreut Geld von der Bank und drängt es dem russischen Fürsten auf, damit dieser noch am selben Tag mit Therese das Land verlassen kann. Doch dann sagt Therese endlich die Wahrheit: Sie hatte nie ein Kind. Auch den sündhaften Lebenswandel hat sie – schon Jahre zuvor, als sie bei der Heilsarmee anfing – nur erfunden, weil niemand sie beachtete und sie sich für ihre Selbst-Errettung aus diesem Leben bewundern lassen wollte.
Ferdys ist nun von davon kuriert, sein tugendhaftes Leben anderen aufzwingen zu wollen: Der Vater darf wieder trinken, und von Irma lässt er sich scheiden, damit sie wieder in ihr Bordell zurückkehren kann (wo es ohne ihre Aufsicht inzwischen drunter und drüber ging) und er mit Therese ein neues Leben anfangen kann.

## Produktion
Der Film wurde vom ORF produziert und am 18. Mai 1964 zum ersten Mal ausgestrahlt.

## Rezeption
„Das war eine an den Haaren herbeigezogene Bekehrung, ein dramaturgisches Unding, das jeder Publikumsträne abhold war. Der Regisseur Rolf Kutschera konnte daher den Darstellern nur selten echte menschliche Töne abringen, es gelang ihm manchmal bei Conrads, bei Hörbiger und bei Elfriede Ott. Im ganzen gesehen kann aber durchaus gesagt werden: es war ein großer Schmarren.“